# Eiskunstlauf-Europameisterschaften 1957
Die 49. Eiskunstlauf-Europameisterschaften fanden vom 14. bis 16. Februar 1957 in Wien statt.

## Ergebnisse

### Herren
| Platz | Sportler              | Land                   |
| ----- | --------------------- | ---------------------- |
| 1     | Alain Giletti         | Frankreich             |
| 2     | Karol Divín           | Tschechoslowakei       |
| 3     | Michael Booker        | Vereinigtes Königreich |
| 4     | Alain Calmat          | Frankreich             |
| 5     | Norbert Felsinger     | Österreich             |
| 6     | Hans-Jürgen Bäumler   | BR Deutschland         |
| 7     | Manfred Schnelldorfer | BR Deutschland         |
| 8     | Lew Michailow         | Sowjetunion            |
| 9     | Karl Bohringer        | Österreich             |
| 10    | Hanno Stroher         | Österreich             |
| 11    | Walentin Sacharow     | Sowjetunion            |
| 12    | Oleg Simantowski      | Sowjetunion            |
| 13    | Igor Persianzew       | Sowjetunion            |
| 14    | Peter Jonas           | Österreich             |
| 15    | Pavel Frohler         | Tschechoslowakei       |
| 16    | Boguslav Hnatyszyn    | Polen                  |

### Damen
| Platz | Sportlerin        | Land                   |
| ----- | ----------------- | ---------------------- |
| 1     | Hanna Eigel       | Österreich             |
| 2     | Ingrid Wendl      | Österreich             |
| 3     | Hanna Walter      | Österreich             |
| 4     | Diana Peach       | Vereinigtes Königreich |
| 5     | Erica Batchelor   | Vereinigtes Königreich |
| 6     | Ilse Musyl        | Österreich             |
| 7     | Patricia Pauley   | Vereinigtes Königreich |
| 8     | Jindra Kramperová | Tschechoslowakei       |
| 9     | Emma Giardini     | Italien                |
| 10    | Ina Bauer         | BR Deutschland         |
| 11    | Eszter Jurek      | Ungarn                 |
| 12    | Jitka Hlaváčková  | Tschechoslowakei       |
| 13    | Jana Dočekalová   | Tschechoslowakei       |
| 14    | Veta Zajíčková    | Tschechoslowakei       |
| 15    | Dany Rigoulet     | Frankreich             |
| 16    | Carla Tichatschek | Italien                |
| 17    | Maryvonne Huet    | Frankreich             |
| 18    | Helga Zöllner     | Ungarn                 |
| 19    | Anna Galmarini    | Italien                |
| 20    | Gitta Hagler      | BR Deutschland         |
| 21    | Gabriele Weisert  | BR Deutschland         |
| 22    | Grete Borgen      | Norwegen               |
| 23    | Anna Karine Dehle | Norwegen               |
| 24    | Björg Olsen       | Norwegen               |

### Paare
| Platz | Sportler                                 | Land                   |
| ----- | ---------------------------------------- | ---------------------- |
| 1     | Věra Suchánková / Zdeněk Doležal         | Tschechoslowakei       |
| 2     | Marianna Nagy / László Nagy              | Ungarn                 |
| 3     | Marika Kilius / Franz Ningel             | BR Deutschland         |
| 4     | Lisel Ellend / Konrad Lienert            | Österreich             |
| 5     | Joyce Coates / Anthony Holles            | Vereinigtes Königreich |
| 6     | Nina Bakuschewa / Stanislaw Schuk        | Sowjetunion            |
| 7     | Diana Hinko / Heinz Döpfl                | Österreich             |
| 8     | Eszter Jurek / Miklos Kucharowitz        | Ungarn                 |
| 9     | Hana Dvořáková / Karol Vosatka           | Tschechoslowakei       |
| 10    | Rita Paucka / Peter Kwiet                | BR Deutschland         |
| 11    | Barbara Jankowska / Zygmond Kaczmarczyk  | Polen                  |
| 12    | Rosuitha Mauerhofer / Günther Mauerhofer | DDR                    |
| 13    | Colette Tarozzi / Jean Vives             | Frankreich             |

### Eistanz
| Platz | Sportler                                 | Land                   |
| ----- | ---------------------------------------- | ---------------------- |
| 1     | June Markham / Courtney Jones            | Vereinigtes Königreich |
| 2     | Barbara Thompson / Gerard Rigby          | Vereinigtes Königreich |
| 3     | Catherine Morris / Michael Robinson      | Vereinigtes Königreich |
| 4     | Bona Giammona / Giancarlo Sioli          | Italien                |
| 5     | Sigrid Knake / Günther Koch              | BR Deutschland         |
| 6     | Christiane Elien / Claude Lambert        | Frankreich             |
| 7     | Edith Peikert / Hans Kutschera           | Österreich             |
| 8     | Adriana Giuggiolini / Germano Ceccattini | Italien                |
| 9     | Lucia Zorn / Rudolf Zorn                 | Österreich             |
| 10    | Karin Weber / Herbert Beyer              | BR Deutschland         |
| 11    | Rita Paucka / Peter Kwiet                | BR Deutschland         |
| 12    | Brigitte Groger / Alois Miterhuber       | Österreich             |
| 13    | Christine Paschoud / Charles Pichard     | Schweiz                |
| 14    | Anna Bursche-Linder / Leon Osadnik       | Schweiz                |